# Антон Шімзер
Антон Шімзер (нім. Anton Schimser, 16 лютого 1790, Відень — 5 серпня 1838, Львів) — скульптор, родом із Відня, брат Йоана-Баптіста Шімзера.

## Біографія
Навчався у Віденській академії мистецтв під керівництвом Йозефа Клебера і в Паризькій академії мистецтв. Проживав у Римі, пізніше у Братиславі. Із 1812 р. жив і працював у Львові, хоч ніколи не належав до львівського цеху скульпторів. Замовлення часто виконував спільно з архітектором Фридериком Бауманом. Ймовірно приблизно від 1820 року співпрацював з Гартманом Вітвером, з яким спільно виконав ряд робіт. Пізніше успадкував (можливо викупив) майстерню Вітвера на вулиці Личаківській, 20. 1821 року запросив до Львова молодшого брата Йоана, а пізніше — Павла Ойтеле. У 1833 році безуспішно взяв участь у конкурсі на посаду викладача скульптури у Краківській школі мистецтв.
Помер 5 серпня 1838 року у Львові. Похований на Личаківському цвинтарі. Ряд дослідників помилково вважали роком смерті скульптора 1836-й.

## Роботи
- В'їзна брама палацу Целецьких у Львові, виконана спільно з Фридериком Бауманом (бл. 1817).
- Оздоблення палацу Антонія Страхоцького в Рудниках (нині передмістя Мостиськ), спільно із Фридериком Бауманом (1817–1818).
- Цикл рельєфів «Троянська війна» на фасаді палацу Холоневських на нинішній вулиці Винниченка у Львові. Виконані у 1818–1820 роках. Архітектор Фридерик Бауман. 1880 року палац розібраний, нині на його місці колишній будинок Галицького намісництва.
- Оздоблення статуями і рельєфами фасадів «військової пливальні» на Пелчинському ставі у Львові (1820). Частина із цих робіт від 1921 року знаходиться у Львівському історичному музеї.
- Цикл рельєфів із сюжетами Троянської війни на фасаді будинку Кредитового товариства (1821–1822) на вулиці Карла Людвіка, 3 (нині проспект Свободи). Роботи виконані можливо у співпраці з братом Йоганом та архітектором Фридериком Бауманом. Перша черга — кутовий будинок під № 1 на тій же вулиці був збудований дещо раніше і декорований Гартманом Вітвером.
- Рельєфи на фасаді та в приміщенні бібліотеки ім. Баворовських (тепер кабінет мистецтв Львівської наукової бібліотеки ім. В. Стефаника).
- Пам'ятник губернатору Францу фон Гауеру у львівському костелі домініканців (1824, чорний і білий мармур).
- Рельєфи верхнього поверху кам'яниці Матіаса Бауера на нинішній вулиці Шевській, 10 (1822—1826). Рельєфи решти поверхів виконано раніше Гартманом Вітвером.
- Рельєфи на фасаді кам'яниці на площі Ринок, 8 у Львові. Виконані для різних власників кам'яниці у два етапи — близько 1820–1824 і близько 1825–1826. У 1881 році відновлені і перероблені Гаврилом Красуцьким.
- Рельєфи житлового будинку на розі вулиць Вірменської, 8 і Краківської, 11. Виконані на замовлення торговця колоніальними товарами Юзефа Стампфеля близько 1826—1828 років.
- Надгробки на нині неіснуючому Городецькому цвинтарі.
  - Петра і Клари Даре (бл. 1820).
  - Йогана Шафштедтера (пом. 1823).
  - Йогана Нікіша (пом. 1837).
  - Юзефи Махан (пом. 1815). Єдиний збережений, перенесений на Янівський цвинтар.
- Надгробки на Личаківському цвинтарі.
  - Ряд робіт виконаних у першій половині 1820-х ймовірно спільно з Гартманом Вітвером. Це надгробки Й. Махана, Лессерів-Гартманів, П. Кульчицької, А. Голембської, С. Зігель, Р. Меленевської (останній бл. 1820).
  - Надгробок Марії Катерини фон Шадуар (пом. 1821, поле № 2) із зображенням Танатоса, що гасить смолоскип життя.
  - Надгробок губернатора Франца фон Гауера, зроблений на державне замовлення і встановлений 1824 року (поле № 7). Виконаний із пісковика у формі єгипетського пілона, під яким спочивають два леви на постаменті.
  - Надгробок на могилі Юліанни з Шабінгерів Неватер. Створений близько 1820—1825 року.
  - Два надгробки родини Гоффманів.
  - Надгробок Йогана Гауснера.
  - Саркофаг Йоанни Баґгофвунд. Оздоблений рельєфними композиціями: ангели, що тримають вінок (фронтальна стінка), Милосердя і Побожність (бічні).
  - Надгробок Станислава Зарванського (пом. 1834).
- Надгробок Бригіди Моджейовської на старому цвинтарі Ярослава (пом. 1828).

Роботи, що приписуються
- Надгробок Маріанни з Карпінських Нагоновської (пом. бл. 1812) на цвинтарі при костелі в Костейові Львівської області.
- Ряд замовлень у Червоногруді, поблизу нинішнього с. Устечко Тернопільської області, виконані на замовлення графів Понінських. Пам'ятник із чотирма рельєфами на тему історії Червоногруда (1813, знищений у 1914–1915 роках). Рельєф на каплиці поблизу палацу Понінських (бл. 1817–1820).
- Будівництво в'їзної брами нового замку в Тернополі, спільно із Фридериком Бауманом (бл. 1817).
- Пам'ятник, що уособлював Галичину в одному із залів казино Гехта у Львові. Встановлений у липні 1823 року на час перебування в казино архикнязя Франциска-Карла.
- Ряд надгробків на старому цвинтарі в Дрогобичі.
- Рельєфи міфологічної тематики на фасаді будинку Фелікса Вороновського на вулиці Бляхарській, 11 (нині вулиця Федорова), котрий пізніше належав Ставропігійському інституту. Виготовлені приблизно у 1826—1828 роках. Будинок зруйновано 1887 року.
- Скульптури будинку Юзефа Кілана на вулиці Зеленій, 25-27, збудованого 1828 року. Архітектор можливо Ігнатій Хамбрез.
- Рельєфи на фасаді палацу Потоцьких у селі Рай, Бережанського району, виконані у 1828-1829 роках.
- Дві скульптури сфінксів у тимпані портика житлового будинку на вулиці Зеленій, 102, збудованого 1829 року за проектом Йозефа Землера для Яна Пенчиковського. Ще два сфінкси знаходились у портику тильного фасаду, знищеному під час перебудови 1932 року. Скульптури за характером подібні до сирен із будинку на Пелчинському ставі, виконаних Шімзером у 1820.